# Antoni Serra
Antoni Serra Illas. Entrenador español de baloncesto de la década de 1970 y 1980. Nació en Mataró (Barcelona), el 1 de octubre de 1939. Fue considerado uno de los mejores entrenadores de su época al ganar tres Ligas españolas y cuatro Copas del Rey en el escaso margen de seis años, entre 1977 y 1983.

## Trayectoria
Empezó a destacar como entrenador de baloncesto durante la década de 1960 y principios de los 1970 por su trabajo al frente del club de su ciudad natal, el CB Mataró y, posteriormente en el Bàsquet Manresa, al que en 1970 ascendió a la primera división de la Liga española de Baloncesto.
Paralelamente a su trabajo en Manresa fue contratado por la Federación Española de Baloncesto para ser el Seleccionador Nacional Juvenil, cargo que ostentó entre 1969 y 1975, y que le reportó un nuevo éxito: consiguió la Medalla de Plata en el Eurobasket Juvenil de Angri, en 1973.
En 1977 fichó por el Joventut de Badalona. Y en su primera temporada al frente del equipo conseguiría el gran título que lo confirmaría como un gran entrenador. Sorprendió al baloncesto español al ganar la liga española de baloncesto. El título le valió, además, ser elegido "Mejor Entrenador del Año" en la temporada 1977-1978 por la Asociación Española de Entrenadores de Baloncesto (AEEB).
El éxito no pasó desapercibido para los grandes clubes españoles, y en 1979 fichó por el FC Barcelona que, con José Luis Núñez recién elegido presidente, y con Jordi Bonareu como nuevo responsable de la sección de baloncesto, estaba decidido a construir un gran equipo con aspiraciones a derrocar al Real Madrid de su hegemonía en el baloncesto español.
Antoni Serra hizo una renovación a fondo del equipo y dio el liderazgo del equipo a los entonces jóvenes Solozabal, Epi, Sibilio, De la Cruz... construyó un gran equipo que, en pocos años conseguiría el propósito de convertirse en el mejor equipo de España y uno de los mejores de Europa. En el margen de apenas seis años el FC Barcelona conquistó dos ligas españolas y cuatro Copas del Rey.
La gran asignatura pendiente de Antoni Serra en el FC Barcelona fue la obtención de títulos europeos, aunque llevó al equipo muy cerca de conseguirlo: en 1981 fue subcampeón de la Recopa de Europa de Baloncesto, y en 1984 fue subcampeón de la Copa de Europa de Baloncesto: perdió la final, en Ginebra, ante el Banco di Roma, en un partido de infausto recuerdo para los aficionados barcelonistas, y que significó el final de una etapa en el club catalán.
El 17 de enero de 1985, tras 21 jornadas de la Liga ACB, fue cesado a causa de los malos resultados y el enrarecimiento de las relaciones con algunos jugadores. Fue sustituido por Manolo Flores, hasta entonces su segundo entrenador ayudante, y que acabaría esa misma temporada conquistando la Recopa de Europa de Baloncesto, el primer título europeo de la historia del FC Barcelona de baloncesto.
Tras una temporada de transición en el modesto Mataró, de Primera B, (el equipo de su ciudad natal), Antoni Serra entrenó en 1987 al Pamesa Valencia, entonces en Primera B, y lo ascendió a la Liga ACB. Sin embargo, no pudo completar la temporada en la Liga ACB ya que el 15 de enero de 1989, después de 16 partidos, fue cesado y sustituido por Toni Ferrer. 
Fichó entonces por el CB Mallorca, de la Primera B (segunda categoría española). Estuvo dos temporadas hasta que en 1991 abandodó el club y decidió orientar su futuro profesional lejos del mundo del baloncesto.

## Clubes como entrenador
- CD Mataró: 1963-1970.
- Bàsquet Manresa: 1970-1977.
- Joventut de Badalona: 1977-1979.
- FC Barcelona: 1979-1985.
- Procesator Mataró (Primera B): 1985-1986.
- Pamesa Valencia: 1987-1989.
- CB Mallorca (Primera B): 1989-1991.

## Títulos
- 3 Ligas españolas:

- 1 con el Joventut de Badalona: 1977-1978.
- 2 con el FC Barcelona: 1980-1981 y 1982-1983.

- 4 Copa del Rey de Baloncesto, con el FC Barcelona: 1979-1980, 1980-1981, 1981-1982 y 1982-1983
- Medalla de Plata con la selección nacional Juvenil en el Eurobasket de Angri, en 1973.

## Consideraciones personales
- Elegido Mejor Entrenador del Año en la temporada 1977-1978 por la Asociación Española de Entrenadores de Baloncesto (AEEB)